# Salmagne
Pour l’article homonyme, voir Salmagne (Nord).
Salmagne est une commune française située dans le département de la Meuse, en région Grand Est.
Ses habitants sont les Salmanois.

## Géographie

### Communes limitrophes
| Loisey               | Loisey               | Cousances-lès-Triconville |
| Loisey               | Salmagne             | Cousances-lès-Triconville |
| Tronville-en-Barrois | Tronville-en-Barrois | Willeroncourt             |

### Hydrographie
La commune est traversée par la ligne de partage des eaux entre les régions hydrographiques « la Seine de sa source au confluent de l'Oise (exclu) » et « la Seine du confluent de l'Oise (inclus) à l'embouchure » au sein du bassin Seine-Normandie. Elle est drainée par le ruisseau de Salmagne, le Fossé 01 du Pâquis et le Fossé 01 d'Orval,.

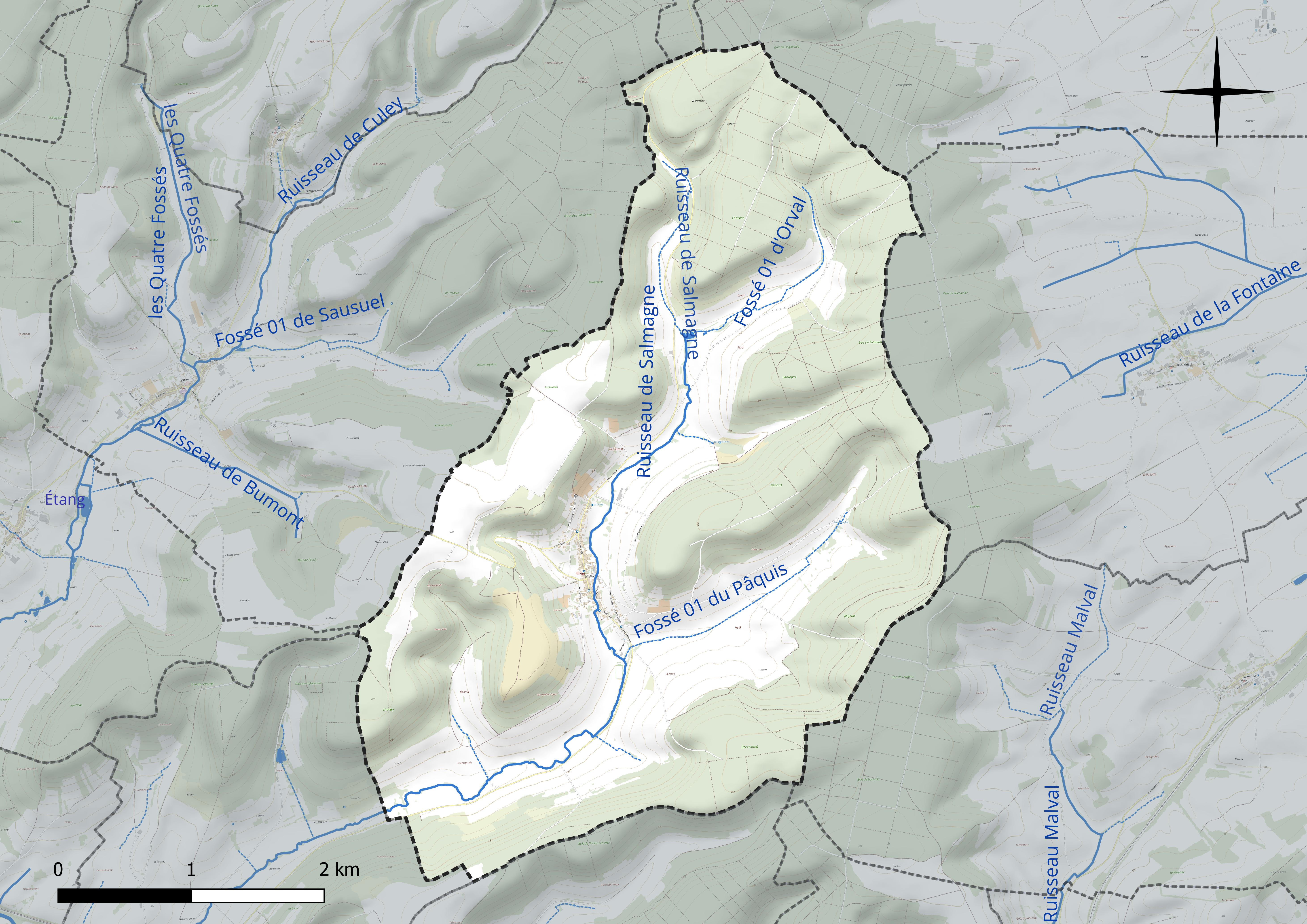
Réseau hydrographique de Salmagne.

### Climat
Pour des articles plus généraux, voir Climat du Grand Est et Climat de la Meuse.
En 2010, le climat de la commune est de type climat de montagne, selon une étude du Centre national de la recherche scientifique s'appuyant sur une série de données couvrant la période 1971-2000. En 2020, Météo-France publie une typologie des climats de la France métropolitaine dans laquelle la commune est exposée à un climat océanique altéré et est dans la région climatique  Lorraine, plateau de Langres, Morvan, caractérisée par un hiver rude (1,5 °C), des vents modérés et des brouillards fréquents en automne et hiver. 
Pour la période 1971-2000, la température annuelle moyenne est de 9,5 °C, avec une amplitude thermique annuelle de 16 °C. Le cumul annuel moyen de précipitations est de 1 088 mm, avec 14,5 jours de précipitations en janvier et 9,9 jours en juillet. Pour la période 1991-2020, la température moyenne annuelle observée sur la station météorologique de Météo-France la plus proche, « Erneville aux Bois_sapc », sur la commune d'Erneville-aux-Bois à 7 km à vol d'oiseau, est de 9,9 °C et le cumul annuel moyen de précipitations est de 1 021,5 mm. 
La température maximale relevée sur cette station est de 39,4 °C, atteinte le 25 juillet 2019 ; la température minimale est de −24,2 °C, atteinte le 18 février 1956,,. 
Les paramètres climatiques de la commune ont été estimés pour le milieu du siècle (2041-2070) selon différents scénarios d'émission de gaz à effet de serre à partir des nouvelles projections climatiques de référence DRIAS-2020. Ils sont consultables sur un site dédié publié par Météo-France en novembre 2022.

## Urbanisme

### Typologie
Au 1er janvier 2024, Salmagne est catégorisée commune rurale à habitat dispersé, selon la nouvelle grille communale de densité à sept niveaux définie par l'Insee en 2022.
Elle est située hors unité urbaine. Par ailleurs la commune fait partie de l'aire d'attraction de Bar-le-Duc, dont elle est une commune de la couronne,. Cette aire, qui regroupe 86 communes, est catégorisée dans les aires de 50 000 à moins de 200 000 habitants,.

### Occupation des sols
L'occupation des sols de la commune, telle qu'elle ressort de la base de données européenne d’occupation biophysique des sols Corine Land Cover (CLC), est marquée par l'importance des forêts et milieux semi-naturels (58,7 % en 2018), une proportion sensiblement équivalente à celle de 1990 (59,5 %). La répartition détaillée en 2018 est la suivante : 
forêts (56,6 %), terres arables (27,7 %), prairies (9,1 %), zones agricoles hétérogènes (3 %), milieux à végétation arbustive et/ou herbacée (2,1 %), zones urbanisées (1,5 %). L'évolution de l’occupation des sols de la commune et de ses infrastructures peut être observée sur les différentes représentations cartographiques du territoire : la carte de Cassini (XVIIIe siècle), la carte d'état-major (1820-1866) et les cartes ou photos aériennes de l'IGN pour la période actuelle (1950 à aujourd'hui).

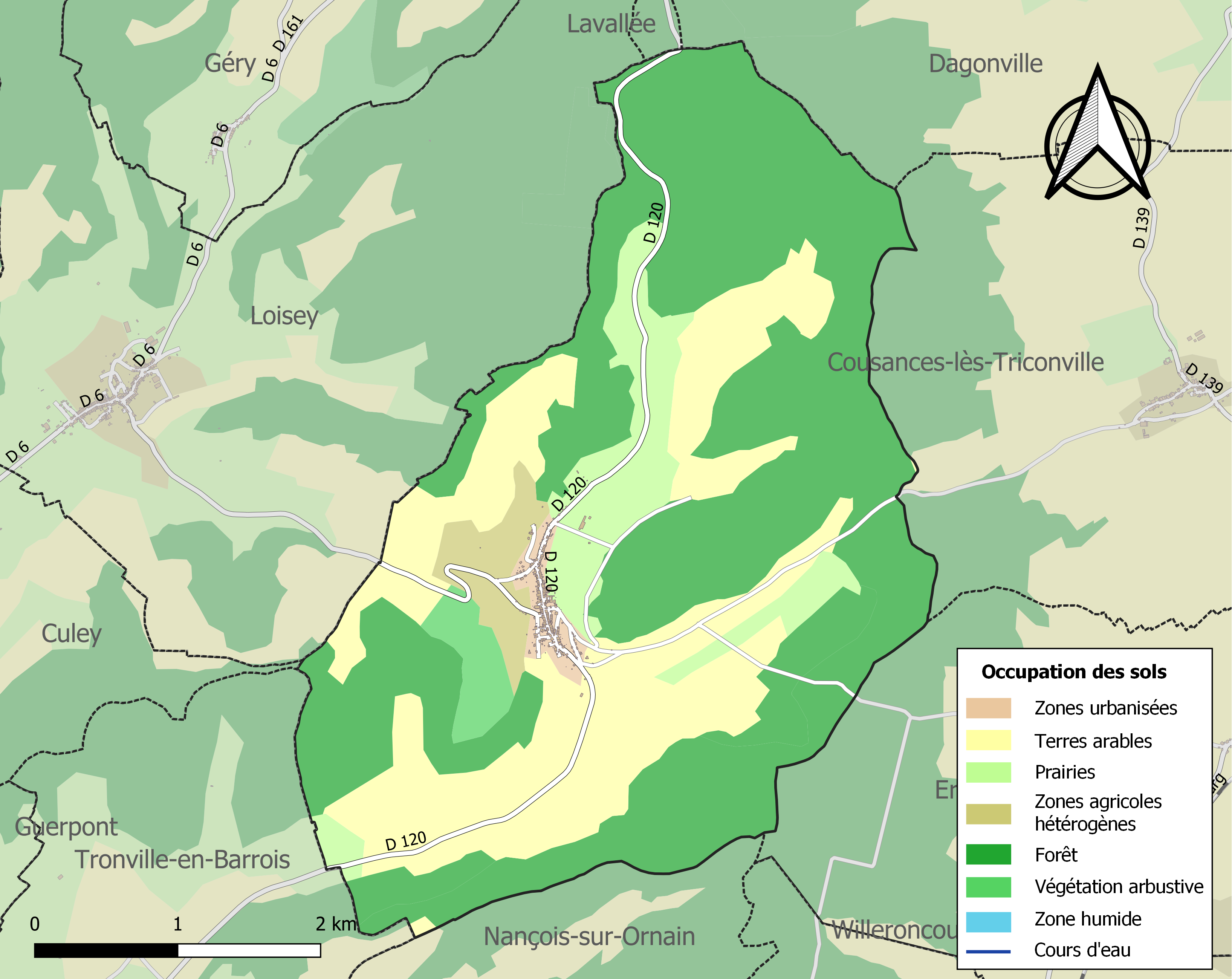
Carte des infrastructures et de l'occupation des sols de la commune en 2018 (CLC).

## Toponymie
Le nom de la localité est attesté sous les formes Salemania (1106) ; Salmagia (1135) ; Salamannia (1154) ; Sallemanne (1223) ; Salemenne, Sallemanne (XIIIe siècle) ; Salamania, Salamagnia (1402) ; Sallemangne (1460) ; Sallemenne (1495-96) ; Salemagne (1700) ; Sallemagne, Sallemania (1711) ; Salamna (1756) ; Salmanne, Salmaigne (1778).

Salmagne, village du même nom d'un affluent de l'Ornain.

Le vocable Salm, du latin salmo, signifie « saumon ». Le suffixe -ana est commun en hydronymie.

## Politique et administration
| Période                                  | Période                      | Identité      | Étiquette | Qualité |
| ---------------------------------------- | ---------------------------- | ------------- | --------- | ------- |
| Les données manquantes sont à compléter. |                              |               |           |         |
|                                          | En cours (au 5 juillet 2020) | Céline Mayeur |           |         |

## Population et société

### Démographie
L'évolution du nombre d'habitants est connue à travers les recensements de la population effectués dans la commune depuis 1793. Pour les communes de moins de 10 000 habitants, une enquête de recensement portant sur toute la population est réalisée tous les cinq ans, les populations de référence des années intermédiaires étant quant à elles estimées par interpolation ou extrapolation. Pour la commune, le premier recensement exhaustif entrant dans le cadre du nouveau dispositif a été réalisé en 2005.

En 2022, la commune comptait 284 habitants, en évolution de −5,96 % par rapport à 2016 (Meuse : −4,4 %, France hors Mayotte : +2,11 %).
| 1793 | 1800 | 1806 | 1821 | 1831 | 1836 | 1841 | 1846 | 1851 |
| ---- | ---- | ---- | ---- | ---- | ---- | ---- | ---- | ---- |
| 690  | 680  | 714  | 775  | 774  | 777  | 793  | 779  | 765  |

| 1856 | 1861 | 1866 | 1872 | 1876 | 1881 | 1886 | 1891 | 1896 |
| ---- | ---- | ---- | ---- | ---- | ---- | ---- | ---- | ---- |
| 734  | 656  | 592  | 574  | 556  | 550  | 524  | 478  | 464  |

| 1901 | 1906 | 1911 | 1921 | 1926 | 1931 | 1936 | 1946 | 1954 |
| ---- | ---- | ---- | ---- | ---- | ---- | ---- | ---- | ---- |
| 430  | 386  | 346  | 353  | 289  | 284  | 268  | 262  | 286  |

| 1962 | 1968 | 1975 | 1982 | 1990 | 1999 | 2005 | 2006 | 2010 |
| ---- | ---- | ---- | ---- | ---- | ---- | ---- | ---- | ---- |
| 310  | 273  | 220  | 258  | 341  | 311  | 308  | 306  | 310  |

| 2015 | 2020 | 2022 | - | - | - | - | - | - |
| ---- | ---- | ---- | - | - | - | - | - | - |
| 304  | 290  | 284  | - | - | - | - | - | - |

### Manifestations culturelles et festivités
En avril, depuis 1990, se tient le salon des Vins en fêtes de la vallée du Rhône, à la salle des fêtes.

## Culture locale et patrimoine

### Lieux et monuments
Salmagne possède une maison forte appelée château ainsi qu'une église. Lavoirs et fontaines sont également nombreux à Salmagne.

### Associations
- Jeanne d'Arc : Fanfare de Salmagne comprenant une vingtaine de musiciens[19].
- Salmagne Culturel.
- Stephanie et Alain, légumes en tout genre.
- Comité des Fêtes de Salmagne.
- Association Fêt'art.

### Personnalités liées à la commune
- Charles Barthélemy de Saint-Fief (1752-1841), général des armées de la République, y est né.

### Héraldique
| Blason de Salmagne | Blason  | D'or à la tour d'azur ouverte et ajourée d'argent ; chapé de gueules chargé de deux fers de moulins d'or ; chef triangulaire d'argent au saule arraché tigé et feuillé de sinople, au tronc au naturel. |
| Blason de Salmagne | Détails | Blason composé par R.A. Louis avec la Commission Héraldique de l'UCGL et mis à disposition de la commune en 2015.                                                                                       |